# Дэвис, Джек (легкоатлет)
Джек Уэллс Дэвис (англ. Jack Wells Davis; 11 сентября 1930, Амарилло, штат Техас, США — 20 июля 2012, Сан-Диего, штат Калифорния, США) — американский легкоатлет, двукратный серебряный призёр летних Олимпийских игр (1952, 1956) в беге на 110 метров с барьерами.

## Спортивная карьера
Окончил университет Южной Калифорнии. В 1951—1953 гг. завоевал четыре чемпионских титула на соревнованиях NCAA — на дистанциях 120 ярдов с барьерами (трижды) и 220 ярдов с барьерами.
На Олимпийских играх в Хельсинки (1952) в беге на 110 метров с барьерами он показал одно время с победителем — соотечественником Диллардом Харрисоном, однако судьи отдали предпочтение последнему. В последующие два года (1953 и 1953) побеждал во всех забегах на дистанциях 120-ярдов и 110-метров, в которых участвовал.
В 1954—1957 гг. служил в ВМС США. В 1956 г. в Бейкерсфилде он устанавливает новый мировой рекорд на 110 м с барьерами (13,4 сек.). В 1955 г. становится чемпионом на Панамериканских играх в Мехико; На летней Олимпиаде в Мельбурне (1956) он вновь завоевывает серебряную медаль, уступив своему партнеру по сборной Ли Кэлхауну.
В 1957 г. спортсмен завершает свою беговую карьеру и уходит в строительный бизнес. Был одним из основателей Центра олимпийской подготовки в Сан-Диего и в 2004 г. был введен в Национальный легкоатлетический Зал славы США.